# Yangwang U8
L'U8 est un SUV Hybride essence rechargeable produit par le constructeur automobile chinois Yangwang, à partir de 2023. C'est le premier véhicule du nouveau constructeur, filiale du groupe BYD.

## Présentation

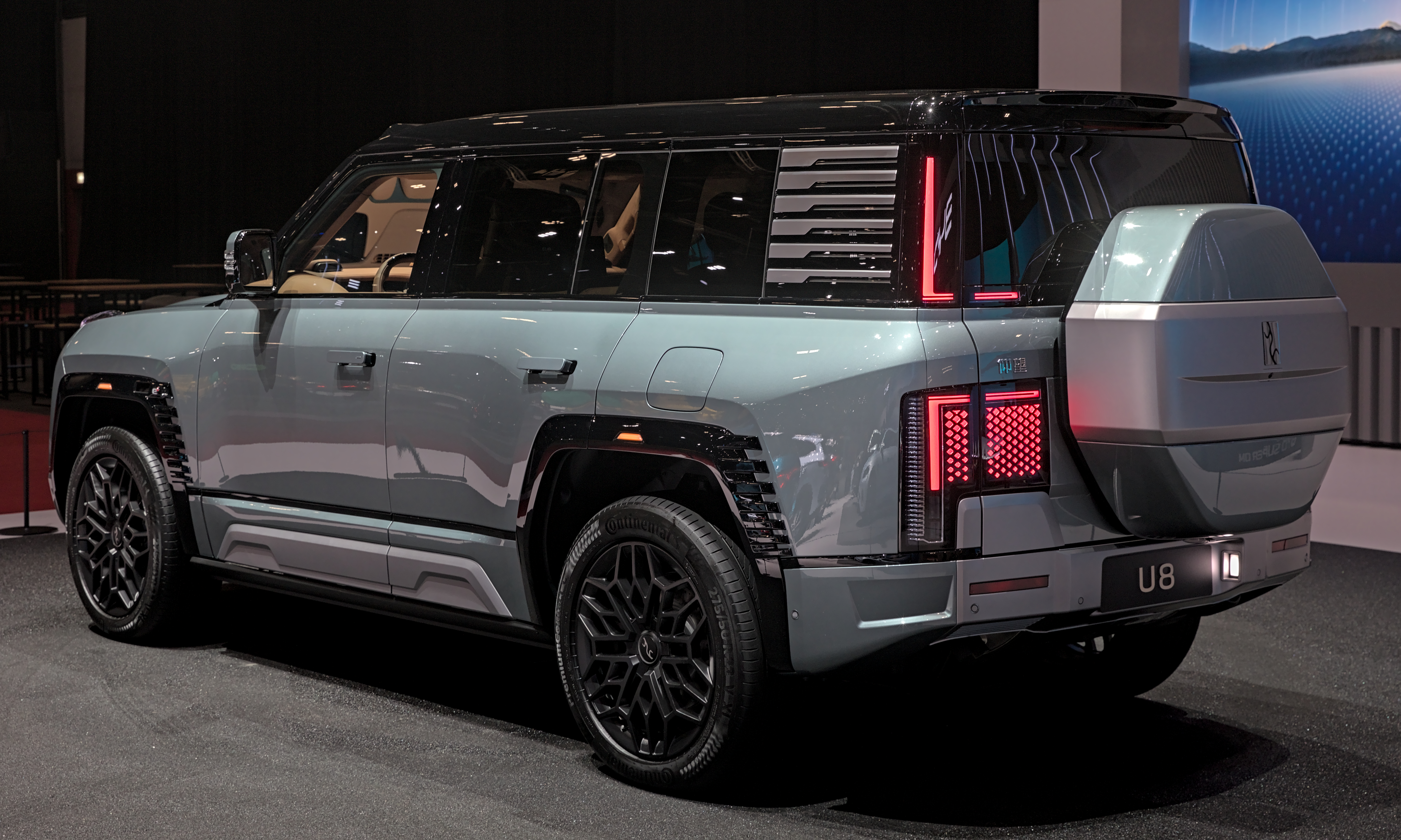
Vue de l'arrière.

Le Yangwang U8 est dévoilé en janvier 2023. C'est un des véhicules les plus haut de gamme de l'industrie chinoise.
Il est présenté en Europe au salon international de l'automobile de Genève 2024 puis au Mondial de l'automobile de Paris 2024.

## Caractéristiques techniques

### Motorisation

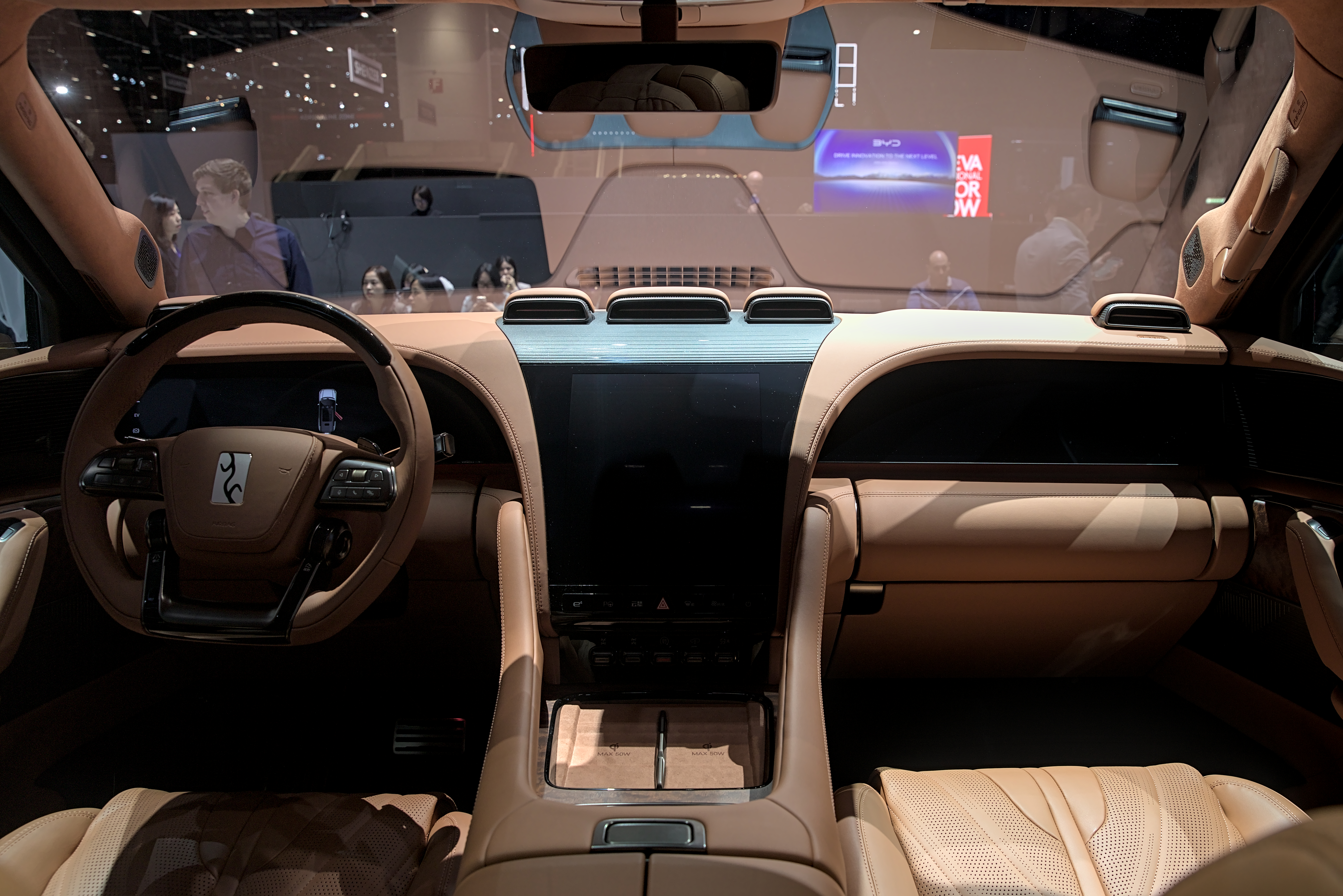
Intérieur.

Le Yangwang U8 est mu par quatre moteurs électriques à aimant permanent, pour une puissance totale de 880 kW (1 197 ch) et 1 280 N m de couple. Ces moteurs sont alimentés par une batterie d'une capacité de 49,05 kWh lui procurant 180 km d'autonomie électrique, ainsi qu'un moteur thermique essence 2.0 litres turbocompressé qui agit en prolongateur d'autonomie. Ce dernier n'étant pas connecté aux roues, il ne produit que de l'électricité, ce qui permet avec le réservoir de 75 litres, de porter l'autonomie du véhicule à 1 000 km selon le cycle d'homologation chinois (CLTC).
Cette motorisation permet au Yangwang U8 de passer de 0 à 100 km/h en 3,6 secondes, et d'atteindre 200 km/h (limités).
|                                           | Yangwang U8                                      |
| ----------------------------------------- | ------------------------------------------------ |
| Moteur électrique                         | moteurs synchrones à aimant permanent : 4x299 ch |
| Moteur thermique                          | 4-cylindres Turbo                                |
| Cylindrée (cm3)                           | 1998                                             |
| Puissance maximale (ch) [kW]              | 1197 (880)                                       |
| au régime de (tr/min)                     |                                                  |
| Couple maximal (N m)                      | 1280                                             |
| au régime de (tr/min)                     |                                                  |
| Boîte de vitesses                         | Automatique                                      |
| Transmission                              | Intégrale                                        |
| Masse à vide (kg)                         | 3460                                             |
| Consommation (L/100 km)                   |                                                  |
| Vitesse maximale (km/h)                   | 200                                              |
| 0-100 km/h (s)                            | 3,6                                              |
| Capacité du réservoir (ℓ)                 |                                                  |
| Émissions de CO2 (g/km)                   |                                                  |
| Batterie                                  |                                                  |
| Type                                      | Lithium-ion                                      |
| Capacité de la batterie (kWh)             | 49,05                                            |
| Autonomie (cycle WLTP) (km)               | électrique : 180 cumulée : 1000                  |
| Temps de recharge                         |                                                  |
| sur une prise Wallbox 3,7 kW (10 à 100 %) |                                                  |
| sur une borne 11 kW (10 à 100 %)          |                                                  |
| sur une borne 110 kW (DC) (30 à 80 %)     | 15 minutes                                       |